# Roßbach (Baviera)
Roßbach è un comune tedesco di 2 907 abitanti, situato nel land della Baviera.